# Átlőtt címerábra
Az átlőtt a címerekben előforduló állatok, vagy emberek, esetleg tárgyak egyik póza. Olyan címerábra, mely valamilyen lövedékkel, általában nyílvesszővel van átszúrva, ami a magyar heraldika egyik jellegzetessége.
Leggyakoribbak a nyíllal átlőtt szívek, karok, lábak stb. A korai magyar heraldika egyik jellegzetes példája a szemein nyíllal átlőtt oroszlán, mely előfordul a Chapy, valamint a Boksa nemzetségből származó családok (Agócsy, Szerdahelyi, Bocskai, sóvári Soós, Széchy) 1414-es címerében. A Dapsy család címerében a szarvas nyaka Forgon Mihály leírása szerint elölről van nyíllal átlőve, ami azt jelenti, hogy a nyílvessző hegye a szarvas nyakából a háta felé áll ki, a tolla pedig a feje alatt látható a nyak felé.

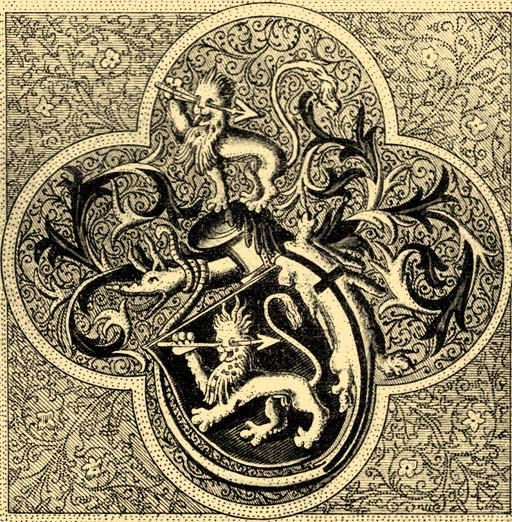
Csapy András címere a sárkányrend jelvényével (1414)